# ديفيد فوستر (كاتب)
ديفيد فوستر (بالإنجليزية: David Foster)‏‏ (15 مايو 1944 - ) روائي، وكيميائي من أستراليا.